# Stadtbibliothek Brixen
Die Stadtbibliothek Brixen befindet sich am Domplatz in Brixen und wurde 2022 nach Plänen des Architekturbüros Carlana Mezzalira Pentimalli errichtet.

## Baugeschichte
Die Stadtbibliothek Brixen wurde 1984 gegründet und beherbergt rund 36.000 Bücher. 2010 schrieb die Gemeinde Brixen einen Wettbewerb für eine neue Stadtbibliothek aus. Teilnehmer des Architektenwettbewerbs waren u. a. Pedevilla, Krompass Westner Zöhrer, Sturm und Wartzeck und Volker Kleinekort. 2017 wurde mit den Planungen begonnen und der Spatenstich folgte im Jahr 2019. Die Baukosten betrugen etwa 7 Millionen Euro.

## Architektur
Das Ensemble besteht aus dem 2022 fertiggestellten Neubau und zwei 2018 sanierten und umgebauten historischen Gebäuden, das ehemalige Finanzamt und das ehemalige Gericht mit angeschlossenem Gefängnis. Der Neubau, der als Bindeglied zwischen beiden Bestandsbauten fungiert, wurde auf dem Standort eines abgerissenen Gebäudes der Diözese in der Brunogasse platziert. Ein angrenzender Garten, der früher im Privatbesitz des Bischofs war, dient als Freiluft-Leseplatz. Auf vier Etagen bietet die Bibliothek 3000 Quadratmeter Fläche zum Lesen, Lernen und sozialen Austausch. Besondere Merkmale sind zwei geschossübergreifende, leicht auskragende Fenster, die nach Osten und Westen Ausblicke auf den Turm der Pfarrkirche („Weißer Turm“), den Glockenturm des Brixner Doms sowie die Hofburg eröffnen. Dabei griffen die Architekten die für das historische Zentrum typischen Erker auf. Zwei Oberlichter in den Schrägdächern dienen als natürliche Belichtung für den Multifunktionsraum und das Erdgeschoss.

## Preise
- 2022: Gold – Best Architects 23 Award[5]
- 2023: Architekturpreis Südtirol in der Kategorie „Öffentlich“ für Stadtbibliothek Brixen[6][7]